# シルフ

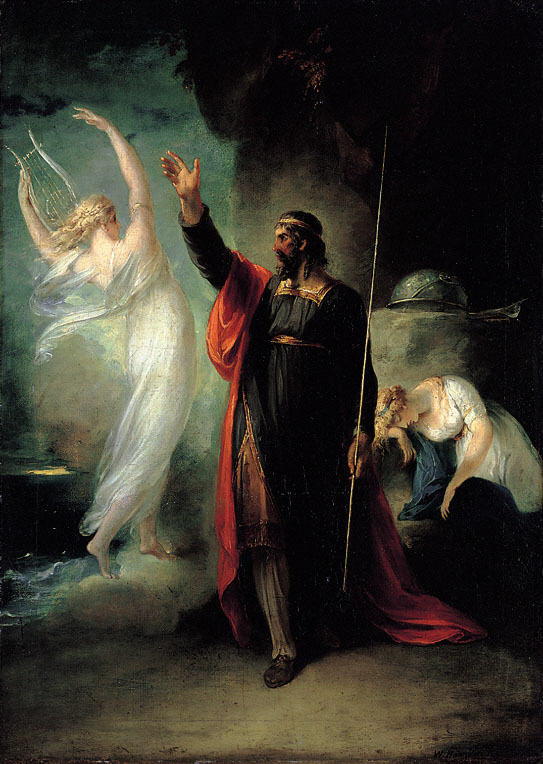
「テンペスト」の風の精霊（William Hamilton、18世紀）

シルフ（Sylph）、あるいはシルフィード（sylphid）とは、四大精霊のうち、風を司る精霊・妖精（elementals）である。この言葉の起源はパラケルススであり、その著書の中でシルフについて、空気の要素を持つ目に見えない精霊であるとしている。その姿を現すと、ほっそりした優美な人間の少女に似ている。

## 錬金術と文学
西洋のパラケルススに由来する錬金術では、錬金術師や、関連する薔薇十字団などの動きによって、ヘルメス主義的な文献の中でたびたびシルフについて言及されている。
西洋の主流派で初めてのシルフに関する議論はアレキサンダー・ポープによってもたらされた。『髪盗人』では、ポープによるシルフについて説明する理論を作り上げ、薔薇十字団や錬金術に関するフランス語の文献を風刺している。英雄詩や、疑似科学的な「暗黒の、神秘的な」文献、とりわけ18世紀のイングランドやフランスの難解な英雄詩のパロディーの中で、ポープは新しい錬金術をでっち上げ、その中でシルフについて神秘的、化学的に凝縮された気難しい女性の体液であるとしている。ポープの詩の中では、かんしゃくや虚栄に満ちた女性は、その魂は天に昇ることのできない暗黒の霧となるために、死後にシルフになるとされた。ポープの詩の中で、ヒロインのベリンダ（Belinda）には小さなシルフの一団が仕えていた。彼らはベリンダの虚栄心を育て、また彼女の美しさを守っていた。これはパラケルススのパロディーであり、ポープは疑似科学的な錬金術を模倣することで、うぬぼれの強い女性が外見を繕うことに関していかに大真面目かを表現した。ジョン・ミルトンの『失楽園』のパロディーを用い、その中で男爵はベリンダの髪を一房切り取ろうとしたとき、シルフたちはその空気の体でハサミの刃の間に入り込み、ベリンダの髪を守ろうとした。物語に登場するシルフたちの隊長は、ウィリアム・シェイクスピアの『テンペスト』に登場するプロスペロー（Prospero）に仕える風の精霊と同じアリエル（Ariel）の名前を付けられている。

## 関連

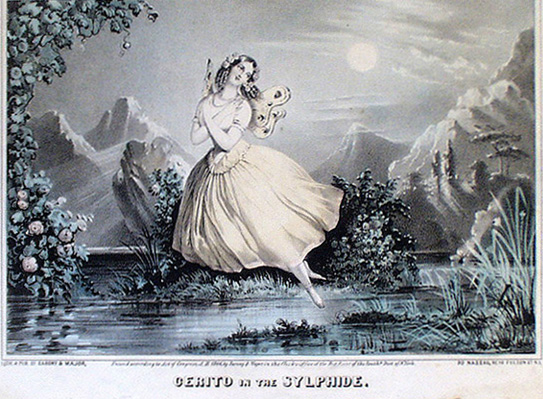
「ラ・シルフィード」のイメージイラスト（19世紀）

バレエ作品の『ラ・シルフィード』ではシルフは中世の妖精物語や妖精と関連づけられたことや、またこの他の精霊的な存在との混同（ウィリアム・シェイクスピアの『夏の夜の夢』など）により、細身の女子が「シルフ」と呼ばれることがある。
「シルフ」の語は小さな精霊や風の妖精全般を表す一般語へと転化していった。ファンタジー作品の著者らはしばしばシルフを作中に登場させている。シルフは空気の羽で空に巨大で芸術的な雲を作り出すことができるとされることもある。